# Laurentia (cràter)
Laurentia és un cràter amb coordenades planetocèntriques de -26.9 ° de latitud nord i 94.27 ° de longitud est, sobre la superfície de l'asteroide del cinturó principal (4) Vesta. Fa 11.48 km de diàmetre. El nom adoptat com a oficial per la UAI el cinc de febrer de 2014. i fa referència a Acca Laurèntia, dona romana llegendària, mare adoptiva de Ròmul i Rem.